# C-4 (Испания)
Подводная лодка «C-4» (исп. Submarino C-4) — испанская дизель-электрическая подводная лодка типа «C». Принимала участие в Гражданской войне в Испании. Подводной лодкой «C-4» последовательно командовали советские офицеры, состоявшие на службе в военно-морском флоте Испанской Республики: И. А. Бурмистров, Г. Ю. Кузьмин, И. В. Грачёв. Под командованием Г. Ю. Кузьмина в августе 1938 года «C-4» выполнила перевозку так называемой «подводной почты» из Барселоны в Маон и обратно.

## Постройка
Подводная лодка «C-4» построена на верфи Испанского общества военного кораблестроения (исп. Sociedad Española de Construcción Naval (SECN)) в Картахене в 1924—1929 годах по лицензии компании «Электрик Боут» по модифицированному проекту «Холланд» 105F. Заложена 5 мая 1924 года. Спущена на воду 6 июля 1929 года. Принята в состав военно-морского флота 21 сентября 1930 года.

## До начала гражданской войны
Вместе с однотипными лодками вошла в состав картахенской эскадрильи подводных лодок. Участвовала в манёврах эскадры в сентябре и октябре 1929 года в Средиземном море, в манёврах в сентябре 1930 года в Кантабрийском море, в манёврах в июне и июле 1933 года, и в июне 1934 года в Средиземном море. В августе и сентябре 1935 года вместе с другими подводными лодками типа «C» совершила учебный поход с заходами в порты Мелилья, Кадис, Плимут, Брест, Санта-Крус-де-Тенерифе, Дакар, Вилья-Сиснерос, Лас-Пальмас, Лараш. В мае 1936 года приняла участие в манёврах эскадры на Канарских островах.

## Действия в гражданской войне
В июле 1936 года подводная лодка «C-4» базировалась в Картахене и была в боеспособном состоянии. С 18 по 20 июля 1936 года «C-4» вместе с четырьмя другими подводными лодками участвовала в блокаде Мелильи. 21 июля командир подводной лодки капитан де корбета Рамон Обареде Леаль (исп. Ramón de Aubarede Leal), старший помощник командира теньенте де навьо Роберто Баамонде Гитиан (исп. Roberto Baamonde Guitián), и альферес де навьо Мариано Лобо Андраде (исп. Mariano Lobo Andrade) были схвачены командой и по прибытии в Малагу сданы на берег. Баамонде был расстрелян в Малаге, а Обареде и Лобо помещены на судно-тюрьму «Маркиз Чаварри» (исп. Marques de Chávarri). В тот же день командование лодкой принял старший помощник подводной лодки «C-1» теньенте де навьо Хесус Ласэрас Маркадаль, чьи полномочия на следующий день были подтверждены министром военно-морского флота.
В последующие дни «С-4» патрулировала район Гибралтарского пролива. В ночь с 26 на 27 июля подводная лодка произвела 37 выстрелов из пушки и выпустила торпеду по неизвестным судам, идущим через пролив. О каких-либо последствиях этих обстрелов неизвестно. 29 июля у Уэльвы «C-4» была обстреляна артиллерией с берега и ушла в Танжер.
1 августа, перед уходом из Малаги на ремонт в Картахену, с «С-4» на подводную лодку «C-3» были переданы все торпеды, артиллерийские боеприпасы, а также запасные части к гироскопу.

### Первый поход в Кантабрийское море и возвращение в Средиземное море
После завершения ремонта «C-4» соединилась с «C-3» и «C-5» в порту Малаги, и вместе с ними, имея на борту большое количество ящиков с боеприпасами, 25 августа направилась в Бильбао, куда прибыла 29 августа. В Кантабрийском море «C-4» не совершила ничего заслуживающего упоминания, проведя большую часть времени в портах.
29 сентября «C-4» отправилась обратно в район Гибралтарского пролива, для противодействия крейсерам националистов «Канариас» и «Альмиранте Сервера». Пройдя пролив, подводная лодка осталась в Малаге, откуда до конца года действовала в море Альборан без каких-либо заслуживающих упоминания событий.

### В Средиземном море в 1937 году
В начале 1937 года «C-4» был назначен новый оперативный район, испанский Левант, с базированием в Валенсии. В период с февраля по март подводная лодка по разным причинам, включая посадку на мель, находилась в Картахене в ремонте. 30 марта «C-4» вместе с «C-1» вышла в море с приказом атаковать суда с итальянскими войсками, которые не были ими обнаружены.
Из-за критической ситуации на северном фронте правительство республики приказало главнокомандующему флотом направить все имеющиеся подводные лодки в Кантабрийское море. Подводные лодки «C-1» и «C-4» вышли 13 апреля в полночь, но от Гибралтарского пролива «C-1» возвратилась в Картахену из-за поломки дизеля. «C-4» сопроводила «C-1» обратно, чтобы в случае необходимости оказать помощь.
28 апреля «C-4» отправилась в поход с большой частью республиканского флота для сопровождения торгового судна «Эсколано» (исп. Escolano) от побережья Алжира. Подводная лодка сопровождала корабли, выполняя задачи по наблюдению, и вернулась в базу без происшествий.

### Второй поход в Кантабрийское море
В конце апреля «C-4» снова отправилась в Кантабрийское море и 9 мая пришла в Бильбао. До конца месяца совершила два безрезультатных похода. Поскольку Бильбао был на грани захвата националистами, «C-4», как и другие корабли, 14 июня 1937 года ушла в Сантандер.
23 июля в 02:45 «C-4» заметила крейсер «Альмиранте Сервера», который также обнаружил подводную лодку, заставив её погрузиться. «C-4» выпустила две торпеды, которые не взорвались. Подводная лодка погрузилась на глубину 22 метра, в 05:40 всплыла и взяла курс на Сантандер.
Ранним утром 25 августа, незадолго до падения Сантандера, «С-4» взяла на борт генерала-республиканца Мариано Гамира Урибарри (исп. Mariano Gámir Uribarri) и часть его штаба и вместе с «C-2» вышла в Хихон, куда прибыла в тот же день в 23:45. 28 августа при воздушной бомбардировке порта Эль-Мусель «C-4» была повреждена авиабомбой, чем воспользовался командир, чтобы увести подводную лодку во Францию для ремонта.

### Ремонт во Франции
29 августа 1937 года подводная лодка «C-4» пришла в порт Ле-Вердон. Ласэрас оставался командиром подводной лодки до 18 сентября 1937 года, когда дезертировал. На следующий день во временное командование обеими подводными лодками «C-2» и «C-4» вступил капитан де корбета, коммунист, Педро Прадо Мендисабаль. Правительство Франции согласилось обеспечить безопасность испанских подводных лодок и выделило специальные полицейские силы для этой цели.
После того, как Прадо удалил деморализованных и неспособных работать матросов, от экипажа «С-4» осталась только половина. Прибывший во Францию в декабре 1937 года И. А. Бурмистров посылал инструкции по ремонту механизмов через Прадо, лично осмотрев подводную лодку один раз. В этих условиях контроль за ремонтом был недостаточным, что облегчало совершение акций саботажа.
13 марта 1938 года Бурмистров прибыл в Картахену чтобы представить командующему флотом план перехода подводной лодки в Испанию и пополнить экипаж. Пополнение было немедленно отправлено во Францию. После прохождения пограничного контроля Бурмистров был задержан полицией, потому что не был похож на испанца, но после опроса ему позволили пройти, как и всем остальным.
Бурмистров получил приказ министерства военно-морского флота о назначении командиром подводной лодки в звании капитана де корбета и инструкцию подняться на борт подводной лодки за три или четыре дня до начала перехода в Картахену. Руководить ремонтом подводной лодки пришлось из Парижа, переезжая из одной гостиницы в другую, так как республиканскому правительству было невозможно признать, что на испанской подводной лодке служит русский командир. Разрешение жить в порту и оставаться на подводной лодке последовало только после аварии аккумуляторной батареи (или акта саботажа) на «C-2». В Бордо Бурмистров остановился в отеле и руководил делами через переводчика А. М. Гуревича, который мало знал о подводных лодках, но очень точно следовал указаниям.
После капитуляции Теруэля и поражений на юге боевой дух экипажа снизился. Стали происходить мелкие аварии. За два дня дезертировали семь человек. Комиссар ничего не предпринимал. Бурмистров с помощью Гуревича обеспечивал безопасность на подводной лодке. Была прекращена выдача газет за исключением «Юманите». Проводилась негласная цензура личной переписки. Поскольку служебная переписка шла через французскую почтовую службу, что делало почти невозможным сохранить какие-либо секреты, Бурмистров приказал не отправлять никаких сообщений в Барселону. Важное оборудование было закрыто на навесные замки, гироскоп и сейфы с документами опечатаны. Ключи и всё стрелковое оружие Бурмистров забрал в свою каюту. Эти меры вызвали раздражение в экипаже, пришлось организовать группу матросов для защиты.
Примерно 5 апреля 1938 года из Бордо, где на подводную лодку была установлена новая аккумуляторная батарея, «C-4» перешла в Ле-Вердон и встала на якорь в устье Жиронды. Проверка выявила неисправности командирского и зенитного перископов, электродвигателей. После испытания на водонепроницаемость и дифферентовки, проведённых на якоре, было получено разрешение на испытательное погружение подводной лодки за пределами трёхмильной зоны. Первые испытания были выполнены удовлетворительно, всё оборудование функционировало нормально. Гирокомпас работал хорошо. По достижении 25-метровой глубины сильные потоки воды хлынули через гельмпортовую трубу руля и сальниковое уплотнение вала. В электродвигателе правого борта возникла большая электрическая дуга. Экипаж показал полное невежество при исполнении своих обязанностей.
13 апреля основное оборудование было отремонтировано и была получена радиограмма от командующего флотом, предписывающая выход в море по готовности. Прадо был назначен начальником главного штаба министерства военно-морского флота и уехал в Барселону, предоставив Бурмистрову свободу в организации и проведении выхода.
14 апреля Бурмистров отправил телеграмму в Картахену с сообщением, что лодка покинет базу в 10:00, и приказал информировать французского командира о том, что подводная лодка должна будет провести испытание глубоководным погружением 14 апреля и проверку дизелей на ходу. Если испытание пройдёт хорошо, вернётся в 15 апреля, чтобы завершить последние приготовления к походу.

### Планирование перехода в Испанию
Относительно дальнейших действий подводных лодок после выхода из французских портов были разногласия. Прадо настаивал на групповом переходе двух подводных лодок под испанским командованием. По мнению Бурмистрова и Египко такой сценарий при полном отсутствии возможности управления группой подводных лодок в подводном положении и отсутствии практической подготовки у личного состава был бы катастрофическим.
Согласно плану командующего флотом, подводная лодка должна была атаковать все фашистские корабли, находившиеся в водах у Бильбао, Сантандера, Хихона и Ферроля, и топить все торговые суда, выходившие из или входившие в эти порты.
Основной целью плана Бурмистрова было доставить подводную лодку в Картахену. До достижения Гибралтарского пролива атаки были предусмотрены только в случае обнаружения крейсеров, а в водах Средиземного моря всех кораблей противника. Переход должен был длиться от двенадцати до пятнадцати дней, продуктов следовало принять на 35 дней. Предлагалось держать курс не менее чем в 100 милях от побережья северной Испании и Португалии. План учитывал возможности саботажа, сбоев в работе техники и несчастных случаев, отсутствие у экипажа опыта в выполнении срочных погружений и в плавании под водой, возможность обучения экипажа в океанском плавании.
В конце концов командующий флотом утвердил план Бурмистрова, которого объявили настоящим командиром подводной лодки «C-4». Египко было поручено принять командование подводной лодкой «C-2», так как она должна была первой закончить ремонт.

### Переход в Картахену
В 09:30 14 апреля «C-4» вышла из порта, уйдя на глубину в двух милях от берега. Бурмистров объявил экипажу, что лодка идёт в Картахену, и как командир корабля, назначенный правительством республиканской Испании, приказывает всем хорошо заботиться о материальной части.
Бурмистров пришёл к выводу что план перехода, утверждённый командующим флотом, был в текущих обстоятельствах невозможен. После восьми месяцев ремонта оборудование не было должным образом проверено, личный состав не был подготовлен. На борту были четырнадцать велосипедов, три мотоцикла, сорок тысяч спичечных коробков, хамон, колбасы, растительное масло и не менее трёх чемоданов на человека, полностью заполненных едой, так что корабль внутри выглядел как бакалейная лавка. Всё это привело к тому, что командир оказался не в состоянии действовать в непосредственной близости от берегов противника. Поэтому Бурмистров поставил перед собой цель просто доставить подводную лодку в Картахену, занимаясь обучением личного состава на переходе к Гибралтарскому проливу.
При движении на перископной глубине выяснилось, что командирский и зенитный перископы вышли из строя. Неисправность перископов оказала сильное деморализующее влияние на команду.
20 апреля перед мысом Сан-Висенте при движении в подводном положении начал расти дифферент, достигший после продувания аварийной цистерны 20 градусов. Выяснилось, что весь дифферентовочный коллектор пришёл в негодность. Чтобы не быть обнаруженными, для ремонта пришлось уйти дальше в море.
При проверке движения в позиционном положении, с палубой на уровне поверхности воды, когда скорость достигла 8 узлов, подводная лодка начала быстро погружаться. Комиссар, находившийся в центральном отсеке, закрыл верхний люк. Находившегося наверху командира спас от гибели Гуревич, который ударил комиссара и открыл люк. В центральный отсек было принято пять или шесть тонн воды. Продув балласт, Бурмистров обнаружил причину быстрого погружения подводной лодки на ходу — рулевой оставил носовые рули развёрнутыми на погружение.
На движение под водой серьёзно повлияла авария кормовой уравнительной цистерны. Подводные лодки типа «C» не имели системы откачки льяльных вод в балластную цистерну. Во время подводного плавания в корме скапливалось много воды, проникавшей через гельмпортовую трубу руля и дейдвудные уплотнения валов. Откачивание этой загрязнённой маслом и топливом воды за борт не выполнялось из опасения пятнами на поверхности выдать присутствие подводной лодки. Погружение с тяжёлой кормой приводило к дифференту в 7 или 8 градусов. Одиннадцать тонн питьевой воды из кормовой цистерны были сброшены в море, а топливо начали перекачивать в носовые цистерны. Взамен подгоревших в перегретых упорных подшипниках вкладышей были установлены запасные вкладыши.
Подводная лодка подошла к Гибралтарскому проливу в надводном положении. Погода благоприятствовала. Восточный ветер был силой 6—7 баллов, море 4—5 баллов, видимость упала до 4 миль. Прожекторы, расположенные в Пунта-Тарифа и в испанском Марокко, включались и выключались с одинаковыми регулярными интервалами. В 23:30 вышла луна, значительно улучшив видимость. Пройдя мыс Спартель 21 апреля в 21:10 и мыс Малабата 22 апреля в 00:00 и определив место по двум маякам, подводная лодка легла на курс 80 градусов и погрузилась на глубину 20 метров. Для проверки положения подводной лодки использовался переходящий от кормы к носу шум винтов торговых судов, идущих в Средиземное море в середине пролива, чтобы использовать течение, которое имеет скорость 4 узла. В 04:00 подводная лодка изменила курс на 85 градусов чтобы удалиться от Гибралтарского маяка. В 10:00 на глубине стало ощущаться движение волн, свидетельствующее о том, что подводная лодка была уже в Средиземном море. Увеличив глубину до 25—30 метров, подводная лодка шла курсом 65 градусов до 20:30 с замыслом выйти за пределы линии Нионского соглашения, оставляя её южнее. В 20:30 подводная лодка всплыла намного южнее расчётного положения и до рассвета шла носом на Альмерию, курсом 70 градусов, затем погрузилась и шла курсом в 90 градусов. 22 апреля в 22:50 подводная лодка всплыла и шла курсом 40 градусов.
Несмотря на отсутствие радиосвязи, Бурмистров решил войти в базу, поскольку оставаться в море в дневное время было опасно. Основной проблемой было избежать атаки береговой артиллерии. Информируя берег по радиотелефону, «C-4» вошла в базу Картахены через канал «А», примыкающий к западному берегу, и в 05:30 23 апреля ошвартовалась.

### В Средиземном море в 1938 и 1939 годах
Прибыв в Картахену, подводная лодка провела более месяца в ремонте. В июне 1938 года Бурмистров передал командование подводной лодкой капитану ди фрагата Карлосу Мурато (Г. Ю. Кузьмин). 10, 11 и 12 июня 1938 года подводная лодка совершила пробные и учебные выходы из Картахены. 19 июня вышла из Картахены и 21 июня прибыла в Барселону.
2 июля 1938 года вышла из Барселоны вышла на патрулирование недавно занятого национальными войсками побережья к Винаросу, обнаруженные корабли франкистов атаковать не смогла. 6 июля «C-4» возвратилась в Барселону. 15 июля вышла в Маон с чинами главного морского штаба на борту, вернулась в Барселону 21 июля. 26 июля «C-4» отправилась на поиск транспорта «Капитан Сегарра» (исп. Capitan Segarra) для его охраны, но не нашла его. На рассвете 29 июля перед Винаросом поломка командирского перископа помешала атаковать торговое судно противника и подводная лодка вернулась в Барселону. Пятого августа подводная лодка «C-4» отправилась в Маон с личным составом и возвратилась седьмого августа.
12 августа 1938 года в 8 часов утра подводная лодка вышла из Барселоны в Маон, имея на борту мешки с почтой и с почтовыми марками, специально изданными для оплаты почтовых отправлений, перевозимых подводной лодкой (исп. Correo submarino). На борту подводной лодки находились почтовый чиновник Томас Орос Хименес (исп. Tomás Oros Jiménez) и американский журналист, корреспондент The Saturday Evening Post, Вернер Келл (англ. Werner Kell). Во время перехода «C-4» была вынуждена погрузиться, обнаружив патрульный самолёт националистов, по-видимому, «Савойя» (итал. Savoia). «C-4» прибыла в Маон утром 13 августа в сопровождении буксиров «Р-13» и «Р-14». Командир подводной лодки получил документы, подтверждающие перевозку почты, которые затем были доставлены в Почтовый музей вместе с морской картой, использованной в походе. 17 августа в 22:00 подводная лодка ушла из Маона и прибыла в Барселону на следующий день около 22:30.
20 августа «C-4» вышла из Барселоны и после патрулирования 23 августа пришла в Картахену для совместных действий с «C-2», которой командовал Владимир Алексеевич Егоров. Вечером 23 августа обе подводные лодки вышли на позицию между мысом Палос и алжирским побережьем, и вернулись вечером 28 августа без каких-либо результатов.
2—7 сентября совершила поход к побережью испанского Марокко к западу от мыса Трес-Форкас. Вернулась без каких-либо результатов, после чего находилась в ремонте до декабря. В октябре Кузьмин сдал командование И. В. Грачёву, до этого командовавшему подводной лодкой «C-1». 23 декабря 1938 года совершила пробный выход, в котором испанцы (помощник и комиссар) сочли действия Грачёва некомпетентными, что привело к его отстранению от командования несколькими днями спустя.
3 января 1939 года подводной лодке было приказано патрулировать между Тортосой и Таррагоной. 5 января «C-4» была легко повреждена близким разрывом авиабомбы, но отремонтирована и 9 января совершила очередной пробный выход. Вечером 10—14 и 22—25 января снова выходила в патрулирование к Тортосе и Барселоне с возвращением в Картахену. В феврале выходила для наблюдения за высадкой националистов на Менорке.
5 марта 1939 года в ходе бегства республиканского флота из Картахены подводная лодка «C-4» также вышла в море и 7 марта пришла в Бизерту, где интернировалась. 31 марта была передана командованию национального флота.

## После гражданской войны
1 мая 1946 года на борту «C-4» в море выходил глава государства генералиссимус Франко в сопровождении министра военно-морского флота адмирала Регаладо (исп. Francisco Regalado Rodríguez), министра сельского хозяйства Карлоса Рейна (исп. Carlos Rein), и министра общественных работ Фернандеса Ладреры (исп. Fernández Ladrera), чтобы возложить венок из цветов на месте гибели транспорта «Кастильо-де-Олите» (исп. Castillo de Olite) около острова Эскомбрерас, как дань уважения павшим.
27 июня 1946 года во время учений, проводившихся у Сольера, подводная лодка «C-4» погибла в результате столкновения с эсминцем «Лепанто» (исп. Lepanto).

## Командиры подводной лодки «C-4»
| Капитан де корбета Мануэль Паскин де Флорес (исп. Manuel Pasquín de Flórez)   | 21.09.1929 — 04.09.1931            |
| Капитан де корбета Хосе Луис де Рибера Эгеа (исп. José Luis de Ribera Egea)   | 04.09.1931 — 15.09.1932            |
| Капитан де корбета Фернандо Бустийо Дельгадо (исп. Fernando Bustillo Delgado) | 15.09.1932 — 18.09.1934            |
| Капитан де корбета Рамон де Обареде Леал (исп. Ramón de Aubarede Leal)        | 18.09.1934 — 18.07.1936            |
| Теньенте де навьо Хесус де Ласэрас Маркадаль (исп. Jesús Lasheras Marcadal)   | 21.07.1936 — 18.09.1937            |
| Капитан де корбета Педро Прадо Мендизабаль (исп. Pedro Prado Mendizabal)      | 19.09.1937 — III.1937              |
| Капитан де корбета Луис Мартинес (исп. Luis Martínez) (И. А. Бурмистров)      | III.1937 — VI.1938                 |
| Капитан де фрагата Виктор Николас (исп. Víctor Nicolás) (Г. Ю. Кузьмин)       | VI.1938 — XI.1938                  |
| Теньенте де навьо Хуан Гарсия (исп. Juan García) (И. В. Грачёв)               | XI.1938 — 27.12.1938               |
| Альферес де навьо Себастьян Галло Мартинес (исп. Sebastián Gallo Martínez)    | 27.12.1938 — 10.01.1939            |
| Теньенте де навьо Эухенио Кальдерон Мартинес (исп. Eugenio Calderón Martínez) | 10.01.1939 — 07.03.1939            |
| Капитан де корбета Хуан Гарсия Фриас (исп. Juan García Frías)                 | 29.03.1939 — 03.10. или 06.11.1939 |
| Капитан де корбета Хоакин Сервера Сервера (исп. Joaquín Cervera Cervera)      | 03.10.1939 — 03.07.1941            |
| Капитан де корбета Мануэль Сервера Кабейо (исп. Manuel Cervera Cabello)       | 03.07.1941 — 28.07.1942            |
| Капитан де корбета Мануэль Кастаньеда Барка (исп. Manuel Castañeda Barca)     | 28.07.1942 — 20.04.1946            |
| Капитан де корбета Франсиско Рейна Карвахал (исп. Francisco Reina Carvajal)   | 20.04.1946 — 27.06.1946            |

## Тактико-технические характеристики
Водоизмещение:
- надводное: 925 т
- подводное: 1144 т

Размерения:
- длина: 73,3 м
- ширина: 6,3 м
- осадка: 5,7 м

Вооружение:
- торпедные аппараты 533 мм — 4 в носу, 2 в корме. 4 запасные торпеды.
- 1 зенитное орудие 75 мм Bonifaz.

Силовая установка и движитель:
- 2 дизельных двигателя мощностью 1000 л. с.
- 2 электрических двигателя мощностью 375 л. с.
- 2 гребных винта.

Скорость:
- надводная: 16,5 узлов
- подводная: 8,5 узлов

Глубина погружения максимальная: 87 м
Дальность плавания:
- 6800 миль при скорости 10 узлов в надводном положении
- 320 миль при скорости 16 узлов в надводном положении
- 150 миль при скорости 4,5 узла в подводном положении

Запас топлива: 42 т
Экипаж: 40 человек

## Сохранение памяти
1 июля 2006 года в Сольере применялся специальный почтовый штемпель с текстом на каталонском языке «Correu Submarí» и датой гибели подводной лодки «C-4» — «27-06-46».